# Nederländernas drogpolitik
Drogpolitiken i Nederländerna har officiellt fyra mål:
- Att förhindra drogbruk och att behandla och rehabilitera drogbrukare.
- Att reducera skadan gentemot drogbrukare.
- Att minska det allmänna ordningsstörandet orsakat av drogbrukare (störande av ordningen och allmänhetens säkerhet i området).
- Att bekämpa produktionen och handeln med droger.[1]

Den nederländska drogpolitiken kunde 2008 visa fram positiva resultat i "kriget mot drogerna". Nederländerna spenderar över 130 miljoner EUR på anläggningar för missbrukare. Antalet grova missbrukare hade stabiliserats de senaste åren, och deras medelålder hade stigit till 38 år, vilket generellt sågs som en positiv utveckling. Dödligheten bland missbrukare tillhörde de lägsta i Europa.